# Motorische Einheit
Eine motorische Einheit umfasst ein einzelnes Motoneuron mitsamt allen von diesem  innervierten Muskelfasern und stellt so für die Steuerung willkürlicher wie unwillkürlicher Motorik eines Skelettmuskels die kleinste funktionelle Einheit dar.
Die Kraftentfaltung eines Muskels wird vornehmlich durch Anzahl und Größe der jeweils aktiven („rekrutierten“) motorischen Einheiten bestimmt. Den Aufgaben eines Muskels und der dafür nötigen Kraftabstufung angepasst, unterscheiden sich Skelettmuskeln sowohl nach der Gesamtzahl ihrer motorischen Einheiten wie auch in der Zahl pro Motoneuron innervierter Muskelfasern: 
- Kleine motorische Einheiten haben rund 100 bis 300 Muskelfasern und erlauben eine feine Kraftabstufung (z. B. äußere Augenmuskeln und Muskeln der Finger). Ältere Angaben über kleinere motorische Einheiten mit weniger als 25 Muskelfasern (z. B. im Platysma, Musculus obliquus superior, Musculus opponens pollicis) wurden zum Teil an Totgeburten erhoben und sind am gesunden Menschen nicht nachgewiesen.[1]
- Große motorische Einheiten fassen bis 2000 Muskelfasern zusammen und sind für die Abstufung grober Kraft geeignet (z. B. Vierköpfiger Kniegelenksstreckmuskel – Musculus quadriceps femoris).

Dem Umfang einer motorischen Einheit entspricht in etwa die Größe des innervierenden Motoneurons. Kleine Motoneuronen, mit kleinem Zellsoma und einem relativ dünnen Axon, versorgen eine kleine Anzahl von Muskelfasern, während größere Motoneuronen, die ein großes Zellsoma und ein relativ dickes Axon besitzen, für eine größere Zahl an Muskelfasern zuständig sind. Die Muskelfasern einzelner motorischer Einheiten befinden sich nicht nebeneinander, sondern verteilt im Muskel auf einer Querschnittsfläche von bis zu 1 cm². Die zugehörigen Muskelfasern sind hinsichtlich ihres Stoffwechsels an den vorherrschenden Kontraktionsablauf (langsam bzw. rasch zuckende Fasertypen) beziehungsweise die typische Aktivierungsfrequenz des jeweiligen Motoneurons angepasst. Bei einer Muskelkontraktion zunehmender Stärke werden zunächst kleine motorische Einheiten herangezogen (rekrutiert), für stärkere Anspannung wechselweise große Motoneuronen aktiviert (siehe auch Hennemansches Prinzip). Für maximale Kraftentfaltung einer motorischen Einheit wird die neuronale Impulsfrequenz gesteigert, sodass Einzelzuckungen sich überlagern und summieren.

## Bestimmungsverfahren
Bei Tieren wird die Anzahl der Muskelfasern pro motorischer Einheit in speziell vorbehandelten histologischen Schnitten gezählt. Dafür wird ein einzelnes Motoneuron bzw. dessen Nervenfaser anhaltend erregt, sodass die zugehörigen Muskelfasern der motorischen Einheit kontrahieren und ihren Glykogenspeicher verbrauchen. Anschließend wird ein Präparat mit PAS-Färbung (Glykogennachweis) angefertigt und im Querschnitt die Menge der dann helleren Muskelfasern ausgezählt.
Am Menschen werden mittels Biopsie Proben aus dem Muskel entnommen und untersucht. Wird im histologischen Schnitt die Zahl an Muskelfasern erfasst und diese geteilt durch die Anzahl der eintretenden myelinisierten Nervenfasern abzüglich der geschätzten Zahl an Nervenfasern für Muskelspindeln, ergibt sich die durchschnittliche Größe motorischer Einheiten in dieser Gewebeprobe.